# Ralph Helfer
Ralph Helfer (né le 9 avril 1931 à Chicago) est un célèbre dresseur d'animaux et comportementaliste, créateur de Africa USA (Californie), et écrivain auteur de livres animaliers.

## Biographie
En 1955 il fit l'acquisition d'une propriété de 1 500 acres (610 ha) à Vasquez Rocks afin d'y créer un centre de dressage d'animaux, qu'il baptisa Nature's Haven. Il épousa Toni Ringo en 1962. La même année, la propriété fut coupée en deux par la Antelope Valley Freeway. Ils se réinstallèrent à Soledad Canyon. Il achetèrent 600 acres (240 ha) de terrain pour construire leur nouveau ranch et décidèrent de le baptiser Africa U.S.A. Africa U.S.A. était un centre de dressage et un fournisseur d'animaux pour Hollywood (Clarence, le lion qui louche, la guenon Judy de Daktari). Le complexe était aussi utilisé comme lieu de tournage pour des séries télévisées telles que Daktari et même un épisode de Star Trek Une partie de campagne".
Durant ces années, Helfer créa ce qu'il appelle le "dressage par affection" (affection training), qui affirmait remplacer le fouet, le fusil et la chaise des dompteurs de l'ancienne école avec de l'amour, de la compréhension et du respect. Ses détracteurs affirment que le dressage par affection consiste en fait en des mutilations chirurgicales (ablation des griffes et des crocs) et en l'abus de tranquillisants.
Ralph Helfer acheta le parc d'attractions Marine World en 1972 quand il fit faillite et ajouta un parc animalier et une enceinte de spectacle d'animaux, rebaptisant le parc Marine World/Africa USA. Ce parc est l'ancêtre de Six Flags Discovery Kingdom. Il fut aussi partenaire et président d'un autre petit parc d'attractions de Buena Park (Californie), appelé le Village Enchanté (Enchanted Village) qui fut bâti sur le site de l'ancien parc d'attractions à thème japonais Japanese Village and Deer Park (en). Quand ce parc fit faillite à l'automne 1977 il créa une autre société et centre de dressage appelé "Gentle Jungle". La Gentle Jungle Affection Training School était basée à Colton (Californie) puis plus tard dans le parc d'attractions de Lion Country Safari, dans le Orange County ; enfin Gentle Jungle fut fermée par une enquête de l'USDA et finalement un procès contre Helfer pour violation des lois de protection des animaux. Pendant cette période il était le propriétaire du célèbre chimpanzé Oliver (en).
Dans les années 1990, il a commencé une carrière d'écrivain. La plupart de ses livres sont des biographies romancées d'animaux célèbres. Seul Modoc, un amour d'éléphant a été traduit en français (France Loisirs, 2001). Il vit entre Los Angeles et Kenya, où il guide des safaris avec sa société Eden International Safaris and Treks.
Toni Ringo Helfer (décédée le 20 mars 2012) a publié le livre The Gentle Jungle (Brigham Young University Press (en) - 1980 -  (ISBN 0842517901)). Elle fit la couverture de TV Guide en 1968. Ils sont maintenant divorcés. La compagne de Ralph Helfer est à présent Suzzianne Mutua, qui travaille avec lui comme guide de safaris dans sa société Eden International.